# Kai Widdrington
Kai Widdrington (Southampton, Inglaterra, 23 de agosto de 1995) es un bailarín de salón y coreógrafo británico. En 2010, fue el ganador del Campeonato Mundial Latinoamericano Junior. En 2012, llegó a la final de la sexta temporada de Britain's Got Talent. Entre 2017 y 2020, fue bailarín profesional en la versión irlandesa de Dancing with the Stars, y en 2021, se convirtió en bailarín profesional en el programa de la BBC, Strictly Come Dancing.

## Primeros años
Widdrington nació en Southampton, Inglaterra, hijo del exfutbolista de la Premier League Tommy Widdrington y de su madre Candice. Su hermano menor, Theo, juega actualmente en el Aldershot Town F.C. Widdrington también estaba dispuesto a seguir los pasos de su padre convirtiéndose en futbolista profesional, pero a los 12 años eligió la carrera de bailarín en lugar de un contrato en la Premier League. A los 14, fue el ganador del Campeonato Mundial Latinoamericano Junior. Él también tiene una hermana menor.
Widdrington es en parte descendiente de chinos. Su abuelo materno es medio chino y se dice que fue al colegio en la misma clase que el actor Bruce Lee.

## Carrera

### Britain's Got Talent
En 2012, Widdrington formó pareja de baile con Natalia Jeved, y ambas se presentaron a la sexta temporada de Britain's Got Talent. La pareja consiguió llegar a la final. Dos años más tarde, en 2014, Widdrington hizo una segunda aparición en el programa durante su octava serie, como parte del grupo de baile de salón Kings & Queens, trabajando junto a los futuros profesionales de Strictly Come Dancing, Katya Jones y Neil Jones, y los futuros profesionales de Dancing with the Stars, Ksenia Zsikhotska y Ryan McShane. El grupo consiguió llegar a las semifinales de la temporada, pero finalmente fue eliminado del concurso en esa fase.

### Dancing with the Stars
En 2017, Widdrington fue anunciado como uno de los bailarines profesionales de la primera temporada de Dancing with the Stars en Irlanda, teniendo como primera pareja a la cómica y actriz Katherine Lynch, siendo eliminados en la novena semana y terminando en el sexto puesto. En la segunda temporada tuvo como pareja a la jugadora de camogie Anna Geary, llegando a la final y quedando como uno de los subcampeones, detrás de los ganadores Jake Carter y Karen Byrne. Para la tercera temporada fue emparejado con la actriz Demi Isaac Oviawe, finalizando ambos en el octavo puesto al ser eliminados en la séptima semana del concurso. Formó pareja con la Miss Universo Irlanda de 2018, Grainne Gallanagh, logrando quedar como los subcampeones tras los ganadores Lottie Ryan y Pasquale La Rocca.
| Temporada | Pareja            | Puesto | Promedio |
| --------- | ----------------- | ------ | -------- |
| 1         | Katherine Lynch   | 6.º    | 19.75    |
| 2         | Anna Geary        | 2.º    | 25.36    |
| 3         | Demi Isaac Oviawe | 8.º    | 15.67    |
| 4         | Grainne Gallanagh | 2.º    | 23.91    |

- Temporada 1 con Katherine Lynch

| Semana | Baile / Canción                          | Puntajes de los jueces | Puntajes de los jueces | Puntajes de los jueces | Resultado       |
| Semana | Baile / Canción                          | B. R.                  | L. B.                  | J. B.                  | Resultado       |
| --- | ---------------------------------------- | ---------------------- | ---------------------- | ---------------------- | --------------- |
| 2 | Vals / «If You Go Away»                  | 6                      | 6                      | 6                      | Sin eliminación |
| 3 | Chachachá / «Express Yourself»           | 6                      | 6                      | 6                      | Salvados        |
| 4 | Samba / «Voulez-Vous»                    | 5                      | 5                      | 6                      | Salvados        |
| 5 | Foxtrot / «Summertime»                   | 7                      | 8                      | 71                     | Salvados        |
| 6 | Quickstep / «You're the One That I Want» | 7                      | 7                      | 71                     | Salvados        |
| 7 | Pasodoble2 / «O Fortuna»                 | 7                      | 7                      | 71                     | Sin eliminación |
| 8 | Charlestón / «Cabaret»                   | 7                      | 8                      | 81                     | Salvados        |
| 9 | Jive / «Proud Mary»                      | 6                      | 6                      | 7                      | Eliminados      |
| 1Puntaje dado por el juez invitado Darren Bennett en lugar de Benson. 2Por la semana de «cambios de pareja», Lynch bailó con el bailarín Vitali Kozmin. |                                          |                        |                        |                        |                 |

- Temporada 2 con Anna Geary

| Semana | Baile / Canción                                                        | Puntajes de los jueces | Puntajes de los jueces | Puntajes de los jueces | Resultado       |
| Semana | Baile / Canción                                                        | B. R.                  | L. B.                  | J. B.                  | Resultado       |
| --- | ---------------------------------------------------------------------- | ---------------------- | ---------------------- | ---------------------- | --------------- |
| 2 | Tango / «Rebel Rebel»                                                  | 6                      | 8                      | 71                     | Sin eliminación |
| 3 | Samba / «New Rules»                                                    | 6                      | 6                      | 6                      | Salvados        |
| 4 | Contemporáneo / «Let It Go»                                            | 9                      | 9                      | 9                      | Salvados        |
| 5 | Pasodoble / «Titanium»                                                 | 7                      | 7                      | 8                      | Salvados        |
| 6 | Vals vienés2 / «Say You Love Me»                                       | 7                      | 7                      | 8                      | Sin eliminación |
| 7 | Charlestón / «Bang Bang»                                               | 10                     | 10                     | 10                     | Salvados        |
| 8 | American smooth / «Achy Breaky Heart»                                  | 7                      | 7                      | 8                      | Salvados        |
| 9 | Rumba / «Secret Love Song»                                             | 8                      | 8                      | 8                      | Salvados        |
| 9 | Freestyle en equipo / «Party Rock Anthem»                              | 8                      | 8                      | 9                      | Salvados        |
| 10 | Jive / «Time Warp»                                                     | 9                      | 10                     | 10                     | Salvados        |
| 10 | Maratón de Swing / «You Can't Stop the Beat»                           | 4 puntos extra         | 4 puntos extra         | 4 puntos extra         | Salvados        |
| 11 (Semifinal) | Foxtrot / «Dancing in the Moonlight (It's Caught Me in Its Spotlight)» | 8                      | 8                      | 8                      | Salvados        |
| 11 (Semifinal) | Salsa / «Don't Stop the Music»                                         | 10                     | 10                     | 10                     | Salvados        |
| 12 (Final) | Tango / «Rebel Rebel»                                                  | 9                      | 10                     | 9                      | Segundo puesto  |
| 12 (Final) | Charlestón / «Bang Bang»                                               | 10                     | 10                     | 10                     | Segundo puesto  |
| 12 (Final) | Showdance / «This Is Me»                                               | 10                     | 10                     | 10                     | Segundo puesto  |
| 1Puntaje dado por el juez invitado Darren Bennett en lugar de Benson. 2Por la semana de «cambios de pareja», Geary bailó con el bailarín Ryan McShane. |                                                                        |                        |                        |                        |                 |

- Temporada 3 con Demi Isaac Oviawe

| Semana | Baile / Canción                  | Puntajes de los jueces | Puntajes de los jueces | Puntajes de los jueces | Resultado       |
| Semana | Baile / Canción                  | B. R.                  | L. B.                  | J. B.                  | Resultado       |
| --- | -------------------------------- | ---------------------- | ---------------------- | ---------------------- | --------------- |
| 2 | Chachachá / «Cut to the Feeling» | 3                      | 3                      | 4                      | Sin eliminación |
| 3 | Foxtrot / «After All»            | 4                      | 5                      | 5                      | Salvados        |
| 4 | Salsa / «One Night Only»         | 6                      | 6                      | 8                      | Salvados        |
| 5 | Rumba / «Dance with My Father»   | 5                      | 5                      | 6                      | Salvados        |
| 6 | Charlestón1 / «Wings»            | 4                      | 4                      | 5                      | Sin eliminación |
| 7 | Vals vienés / «Fallin'»          | 7                      | 7                      | 72                     | Eliminados      |
| 1Por la semana de «cambios de pareja», Oviawe bailó con el bailarín Robert Rowiński. 2Puntaje dado por el juez invitado Darren Bennett en lugar de Benson. |                                  |                        |                        |                        |                 |

- Temporada 4 con Grainne Gallanagh

| Semana | Baile / Canción                                              | Puntajes de los jueces | Puntajes de los jueces | Puntajes de los jueces | Resultado       |
| Semana | Baile / Canción                                              | B. R.                  | L. B.                  | J. B.                  | Resultado       |
| --- | ------------------------------------------------------------ | ---------------------- | ---------------------- | ---------------------- | --------------- |
| 2 | Tango / «Bang Bang»                                          | 6                      | 6                      | 6                      | Sin eliminación |
| 3 | Jive / «Dear Future Husband»                                 | 6                      | 7                      | 7                      | Salvados        |
| 4 | Salsa / «(I've Had) The Time of My Life»                     | 7                      | 7                      | 7                      | Salvados        |
| 5 | Contemporáneo / «Unstoppable»                                | 9                      | 9                      | 9                      | Salvados        |
| 6 | Rumba1 / «Beautiful People»                                  | 6                      | 6                      | 6                      | Sin eliminación |
| 7 | Quickstep / «Paper Rings»                                    | 8                      | 8                      | 9                      | Salvados        |
| 8 | Vals vienés / «Waltz of the Flowers»                         | 10                     | 10                     | 102                    | Salvados        |
| 9 | Pasodoble / «I'd Do Anything for Love (But I Won't Do That)» | 8                      | 9                      | 82                     | Dos últimos     |
| 9 | Freestyle en equipo / «Physical»                             | 8                      | 8                      | 82                     | Dos últimos     |
| 10 (Semifinal) | Samba / «Wonder Woman Theme»                                 | 7                      | 8                      | 72                     | Salvados        |
| 10 (Semifinal) | Maratón de Rock and roll / «Happy Days»                      | 2 puntos extra         | 2 puntos extra         | 2 puntos extra         | Salvados        |
| 11 (Final) | Foxtrot / «Falling»                                          | 9                      | 9                      | 92                     | Segundo puesto  |
| 11 (Final) | Charlestón en trío / «Dance Apocalyptic»                     | 10                     | 10                     | 102                    | Segundo puesto  |
| 1Por la semana de «cambios de pareja», Gallanagh bailó con el bailarín Pasquale La Rocca. 2Puntaje dado por el juez invitado Darren Bennett en lugar de Benson. |                                                              |                        |                        |                        |                 |

### Strictly Come Dancing
En julio de 2021, Widdrington fue anunciado como uno de los cuatro nuevos bailarines profesionales que se incorporaban a la decimonovena temporada de Strictly Come Dancing, teniendo como primera pareja a la presentadora AJ Odudu, con quien logró clasificar a la final, pero tuvieron que retirarse un día antes debido a que Odudu sufrió una lesión de tobillo. Para la vigésima edición formó pareja con la presentadora y periodista Kaye Adams, siendo la primera pareja eliminada de la competencia y finalizando en el decimoquinto puesto. Tuvo como pareja a la presentadora, periodista y locutora Angela Rippon en la vigesimoprimera temporada, quedando en el séptimo puesto al ser eliminados en la novena semana. En 2024, Widdrington regresó para la vigesimosegunda temporada pero como bailarín de refuerzo al no ser emparejado con una celebridad.
Widdrington también formó parte de varios especiales del programa. Entre sus participaciones estuvieron los especiales de Navidad de 2022 junto a la actriz Alexandra Mardell y de 2024 junto a la drag queen Tayce, ganando con ambas. También participó en los especiales de The Weakest Link de 2022 y 2024.
| Temporada | Pareja        | Puesto | Promedio |
| --------- | ------------- | ------ | -------- |
| 19        | AJ Odudu      | 3.º    | 34.62    |
| 20        | Kaye Adams    | 15.º   | 21.50    |
| 21        | Angela Rippon | 7.º    | 30.11    |

- Temporada 19 con AJ Odudu

| Semana | Baile / Canción                                        | Puntajes de los jueces | Puntajes de los jueces | Puntajes de los jueces | Puntajes de los jueces | Resultado       |
| Semana | Baile / Canción                                        | C. R.                  | M. M.                  | S. B.                  | A. D.                  | Resultado       |
| --- | ------------------------------------------------------ | ---------------------- | ---------------------- | ---------------------- | ---------------------- | --------------- |
| 1 | Jive / «Gold Dust»                                     | 8                      | 8                      | 9                      | 9                      | Sin eliminación |
| 2 | Foxtrot / «Tears Dry on Their Own»                     | 7                      | 9                      | 7                      | 8                      | Salvados        |
| 3 | American smooth / «I Have Nothing»                     | 8                      | 9                      | 9                      | 9                      | Salvados        |
| 4 | Samba / «Don't Go Yet»                                 | 5                      | 7                      | 8                      | 8                      | Salvados        |
| 5 | Tango argentino / «Edge of Seventeen»                  | 8                      | 8                      | 10                     | 9                      | Salvados        |
| 6 | Vals vienés / «Dangerous Woman»                        | 9                      | 10                     | 9                      | 9                      | Salvados        |
| 7 | Charlestón / «Don't Bring Lulu»                        | 9                      | 10                     | 10                     | 10                     | Salvados        |
| 8 | Pasodoble / «Game of Survival»                         | 6                      | 7                      | 7                      | 8                      | Salvados        |
| 9 | Vals / «Edelweiss»                                     | 91                     | 10                     | 10                     | 9                      | Salvados        |
| 10 | Jazz / «Make Me Feel»                                  | 9                      | 82                     | 10                     | 9                      | Salvados        |
| 11 | Salsa / «Rhythm Is Gonna Get You» & «Get on Your Feet» | 7                      | 8                      | 8                      | 7                      | Dos últimos     |
| 12 (Semifinal) | Quickstep / «Sing, Sing, Sing (With a Swing)»          | 10                     | 10                     | 10                     | 10                     | Salvados        |
| 12 (Semifinal) | Rumba / «Show Me Heaven»                               | 9                      | 10                     | 10                     | 10                     | Salvados        |
| 13 (Final) | Jive / «Gold Dust»                                     | —                      | —                      | —                      | —                      | Retirados       |
| 13 (Final) | Showdance / —                                          | —                      | —                      | —                      | —                      | Retirados       |
| 13 (Final) | Charlestón / «Don't Bring Lulu»                        | —                      | —                      | —                      | —                      | Retirados       |
| 1Puntaje dado por la juez invitada Cynthia Erivo en lugar de Revel Horwood. 2Puntaje dado por la juez invitada Cynthia Erivo en lugar de Mabuse. |                                                        |                        |                        |                        |                        |                 |

- Temporada 20 con Kaye Adams

| Semana | Baile / Canción                     | Puntajes de los jueces | Puntajes de los jueces | Puntajes de los jueces | Puntajes de los jueces | Resultado       |
| Semana | Baile / Canción                     | C. R.                  | M. M.                  | S. B.                  | A. D.                  | Resultado       |
| ------ | ----------------------------------- | ---------------------- | ---------------------- | ---------------------- | ---------------------- | --------------- |
| 1      | Tango / «Voulez-Vous»               | 6                      | 5                      | 5                      | 5                      | Sin eliminación |
| 2      | Charlestón / «Music! Music! Music!» | 4                      | 6                      | 6                      | 6                      | Eliminados      |

- Temporada 21 con Angela Rippon

| Semana | Baile / Canción                             | Puntajes de los jueces | Puntajes de los jueces | Puntajes de los jueces | Puntajes de los jueces | Resultado       |
| Semana | Baile / Canción                             | C. R.                  | M. M.                  | S. B.                  | A. D.                  | Resultado       |
| ------ | ------------------------------------------- | ---------------------- | ---------------------- | ---------------------- | ---------------------- | --------------- |
| 1      | Chachachá / «Get the Party Started»         | 7                      | 7                      | 7                      | 7                      | Sin eliminación |
| 2      | Foxtrot / «You Make Me Feel So Young»       | 8                      | 8                      | 7                      | 8                      | Salvados        |
| 3      | Quickstep / «Do-Re-Mi»                      | 6                      | 7                      | 6                      | 7                      | Salvados        |
| 4      | Rumba / «Rise Like a Phoenix»               | 8                      | 7                      | 8                      | 8                      | Salvados        |
| 5      | Tango argentino / «Tanguera»                | 8                      | 9                      | 8                      | 9                      | Salvados        |
| 6      | Charlestón / «Theme from Murder, She Wrote» | 9                      | 8                      | 8                      | 8                      | Salvados        |
| 7      | Vals / «Fascination»                        | 7                      | 8                      | 6                      | 7                      | Dos últimos     |
| 8      | Pasodoble / «Hung Up»                       | 8                      | 8                      | 8                      | 8                      | Dos últimos     |
| 9      | American smooth / «Tea for Two»             | 6                      | 7                      | 7                      | 8                      | Eliminados      |

### Otros trabajos
En septiembre de 2024, Widdrington anunció que aparecería en Dancing With The Stars Weekends de 2025.

## Vida personal
De 2016 a 2021, Widdrington mantuvo una relación con la bailarina profesional y su compañera de Dancing with the Stars, Giulia Dotta. En junio de 2022, se anunció de que mantenía una relación con la también bailarina profesional de Strictly, Nadiya Bychkova, pero se informó de que habían terminado su relación en julio de 2024.